# Christoffer Hedén
Andreaz Christoffer Hedén, född 11 juni 1996 i Malmö, är en svensk skådespelare. Han har bland annat spelat rollen som Tom Reeshaug, son till kriminalinspektör Gunvald Larsson (spelad av Mikael Persbrandt) och den norska EJM-medlemmen Kim Reeshaug (spelad av Kirsti Torhaug), i Beck-filmen I stormens öga från 2009. Han skulle senare komma att återupprepa denna roll i filmen Gunvald år 2016, denna gång i ett kortare cameoframträdande under pappa Gunvalds begravning.

## Filmografi (i urval)

### Filmer
- 2009 – Beck – I stormens öga
- 2010 – Olycksfågeln
- 2016 – Beck – Gunvald (cameo)

### TV-serier
- 2009 – De halvt dolda (TV-serie)